# La Forêt-le-Roi
Pour les articles homonymes, voir La Forêt.
Ne doit pas être confondu avec Bois-le-Roi.
La Forêt-le-Roi (prononcé [la foʁɛ lǝ ʁwa] ) est une commune française située dans le département de l'Essonne en région Île-de-France.

## Géographie

### Situation

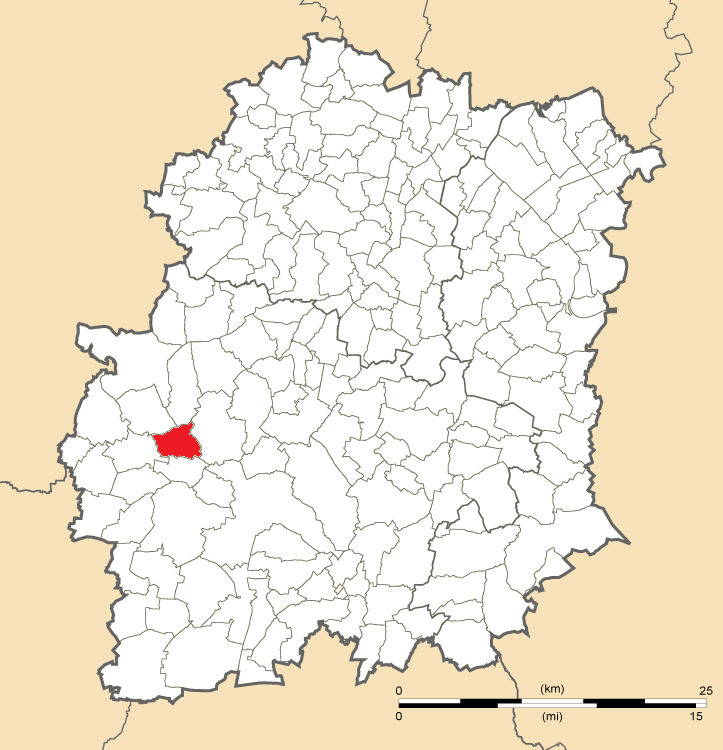
Position de La Forêt-le-Roi en Essonne.

La Forêt-le-Roi est située à quarante-huit kilomètres au sud-ouest de Paris-Notre-Dame, point zéro des routes de France, trente-quatre kilomètres au sud-ouest d'Évry, dix kilomètres au nord-ouest d'Étampes, six kilomètres au sud-est de Dourdan, vingt kilomètres au sud-ouest d'Arpajon, vingt-trois kilomètres à l'ouest de La Ferté-Alais, vingt-cinq kilomètres au sud-ouest de Montlhéry, trente kilomètres au sud-ouest de Palaiseau, trente-deux kilomètres au nord-ouest de Milly-la-Forêt, trente-cinq kilomètres au sud-ouest de Corbeil-Essonnes.
La commune se trouve dans l'aire d'attraction de Paris, dans la zone d'emploi d'Étampes et le bassin de vie de Dourdan.

### Communes limitrophes
Les communes limitrophes sont Roinville, Boutervilliers, Boissy-le-Sec, Les Granges-le-Roi et Richarville.

### Géologie et relief
La superficie de la commune est de 7,94 km2 ; son altitude varie de 108  à   156 mètres.

### Hydrographie
Aucun cours d'eau ne draine la commune.

### Climat
Pour des articles plus généraux, voir Climat de l'Île-de-France et Climat de l'Essonne.
En 2010, le climat de la commune est de type climat océanique dégradé des plaines du Centre et du Nord, selon une étude du CNRS s'appuyant sur une série de données couvrant la période 1971-2000. En 2020, Météo-France publie une typologie des climats de la France métropolitaine dans laquelle la commune est exposée à un climat océanique altéré et est dans la région climatique Sud-ouest du bassin Parisien, caractérisée par une faible pluviométrie, notamment au printemps (120 à 150 mm) et un hiver froid (3,5 °C).
Pour la période 1971-2000, la température annuelle moyenne est de 10,7 °C, avec une amplitude thermique annuelle de 15 °C. Le cumul annuel moyen de précipitations est de 663 mm, avec 10,9 jours de précipitations en janvier et 7,9 jours en juillet. Pour la période 1991-2020, la température moyenne annuelle observée sur la station météorologique la plus proche, située sur la commune de Dourdan à 6 km à vol d'oiseau, est de 11,4 °C et le cumul annuel moyen de précipitations est de 654,2 mm,. Pour l'avenir, les paramètres climatiques de la commune estimés pour 2050 selon différents scénarios d'émission de gaz à effet de serre sont consultables sur un site dédié publié par Météo-France en novembre 2022.

### Milieux naturels et biodiversité
Les bois au nord du territoire ont été recensés au titre des espaces naturels sensibles par le conseil général de l'Essonne.

## Urbanisme

### Typologie
Au 1er janvier 2024, La Forêt-le-Roi est catégorisée commune rurale à habitat dispersé, selon la nouvelle grille communale de densité à sept niveaux définie par l'Insee en 2022.
Elle est située hors unité urbaine. Par ailleurs la commune fait partie de l'aire d'attraction de Paris, dont elle est une commune de la couronne,.
Cette aire regroupe 1 929 communes,.

### Occupation des sols

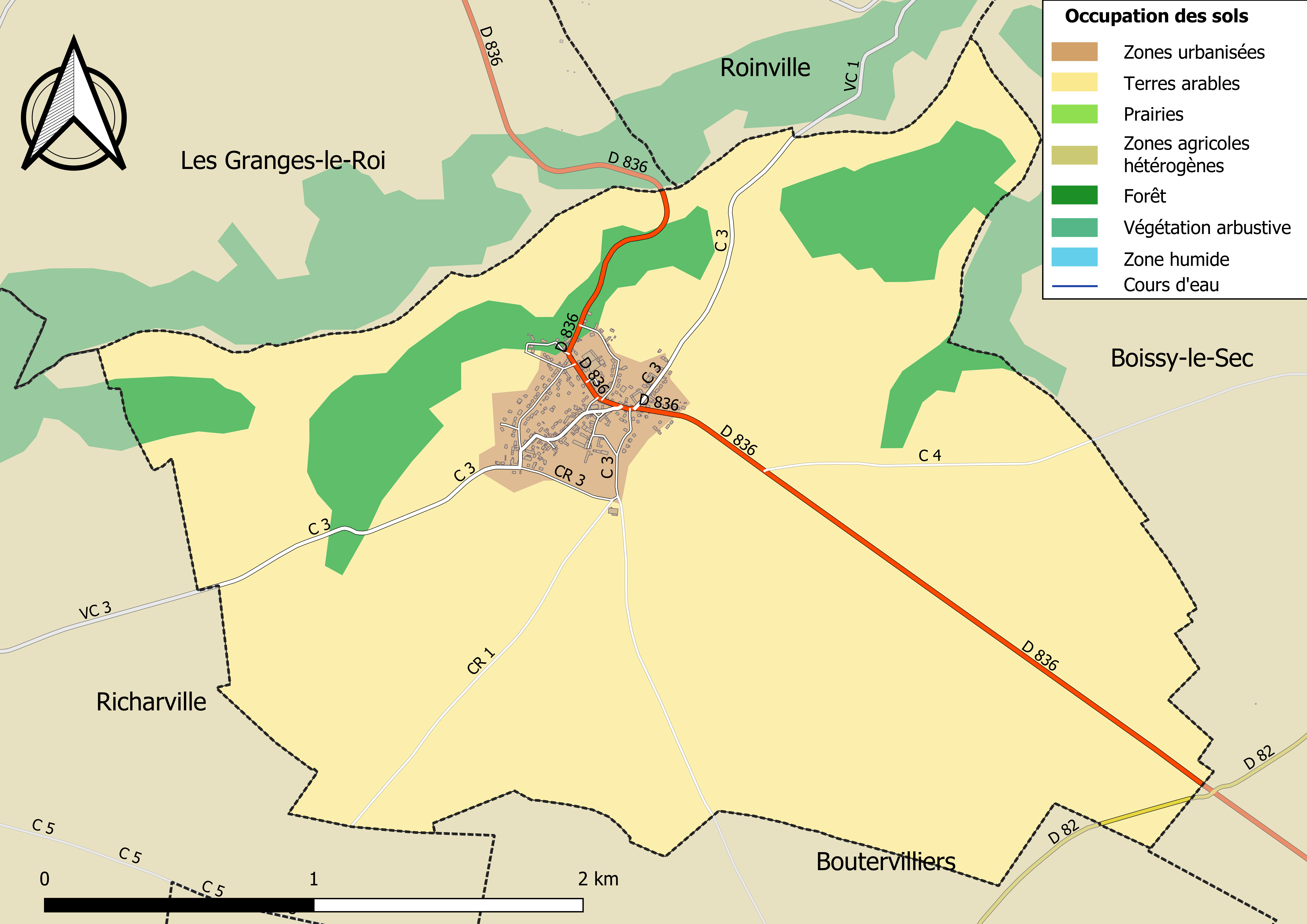
Carte des infrastructures et de l'occupation des sols de la commune en 2018 (CLC).

| Type d’occupation           | Pourcentage | Superficie (en hectares) |
| --------------------------- | ----------- | ------------------------ |
| Espace urbain construit     | 2,4 %       | 19,52                    |
| Espace urbain non construit | 1,5 %       | 12,14                    |
| Espace rural                | 96,0 %      | 766,57                   |
| Source : Iaurif-MOS 2008    |             |                          |

### Habitat et logement
En 2021, le nombre total de logements dans la commune était de 198, alors qu'il était de 190 en 2016 et de 177 en 2011.
Parmi ces logements, 93,9 % étaient des résidences principales, 1,5 % des résidences secondaires et 4,6 % des logements vacants. Ces logements étaient pour 95,2 % d'entre eux des maisons individuelles et pour 4,8 % des appartements.
Le tableau ci-dessous présente la typologie des logements à la La Forêt-le-Roi en 2021 en comparaison avec celle de l'Essonne et de la France entière. Une caractéristique marquante du parc de logements est ainsi la faible proportion des résidences secondaires et logements occasionnels (1,5 %) par rapport au département (1,9 %) et à la France entière (9,7 %). 
| Typologie                                               | La Forêt-le-Roi | Essonne | France entière |
| ------------------------------------------------------- | --------------- | ------- | -------------- |
| Résidences principales (en %)                           | 93,9            | 91      | 82,2           |
| Résidences secondaires et logements occasionnels (en %) | 1,5             | 1,9     | 9,7            |
| Logements vacants (en %)                                | 4,6             | 7,2     | 8,1            |

### Voies de communication et transports

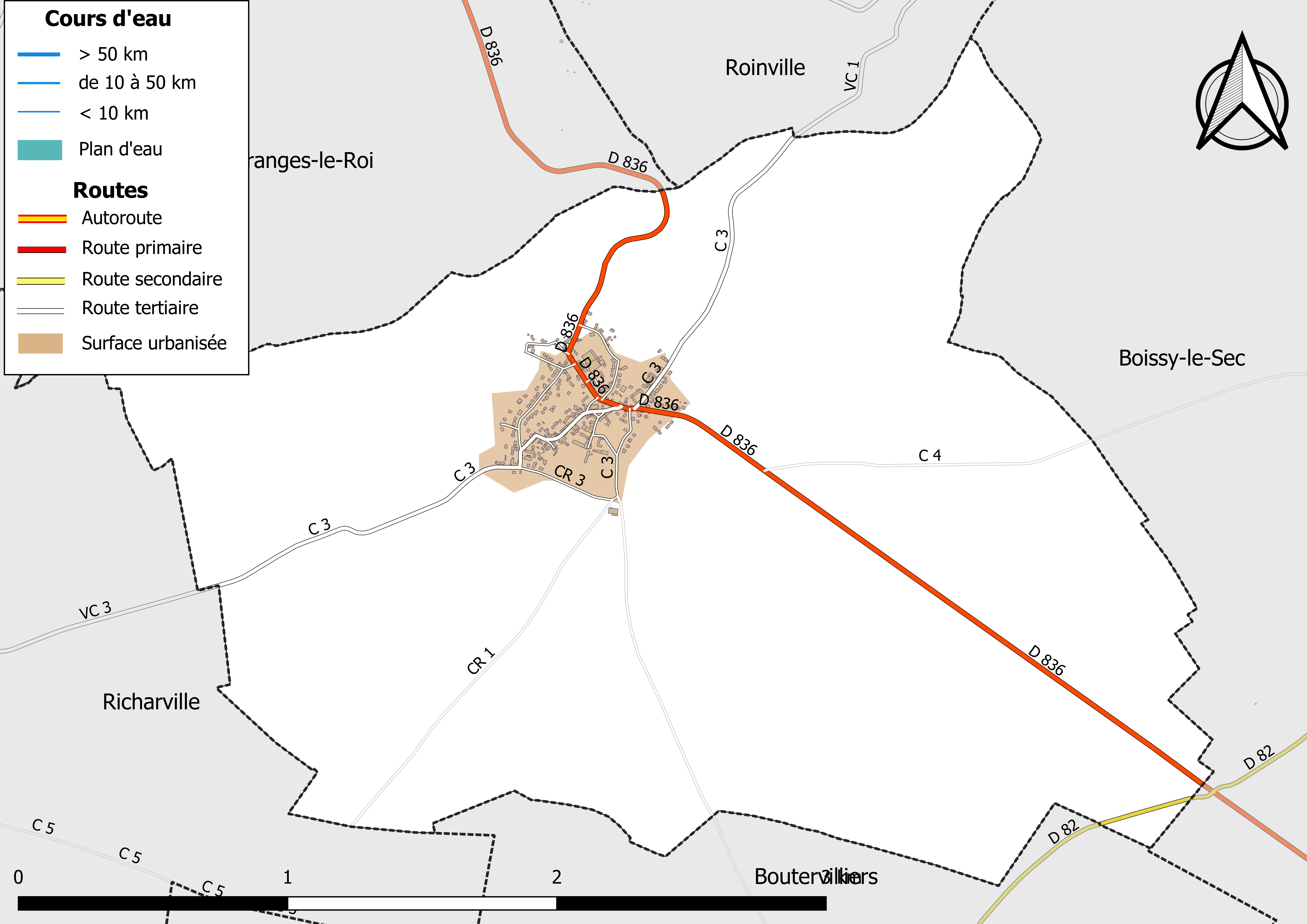
Carte hydrographique et des infrastructures de transport de la commune.

La commune est traversée par la route départementale 836, une section  de l'ancienne route nationale 836 reliant Acquigny à Étampes.
Elle est également desservie par la ligne de bus 4457 (anciennement 91-07) du réseau de bus Essonne Sud Ouest.

## Toponymie
Foresta-Regis au XIIIe siècle.
L'origine du nom de la commune est peu connue, durant la Révolution, elle est créée sous le nom de La Forêt-Bel-Air et obtient son nom actuel dans le bulletin des lois de 1801.

## Politique et administration

### Rattachements administratifs et électoraux

#### Rattachements administratifs
Antérieurement à la loi du 10 juillet 1964, la commune faisait partie du département de Seine-et-Oise. La réorganisation de la région parisienne en 1964 fit que la commune appartient désormais au département de l'Essonne (département) et à son arrondissement d'Étampes après un transfert administratif effectif au 1er janvier 1968.
Elle faisait partie de 1801 à 1967 du canton de Dourdan-Sud de Seine-et-Oise. Lors de la mise en place de l'Essonne, la ville intègre le canton de Dourdan. Dans le cadre du redécoupage cantonal de 2014 en France, cette circonscription administrative territoriale a disparu, et le canton n'est plus qu'une circonscription électorale.

#### Rattachements électoraux
Pour les élections départementales, la commune fait partie depuis 2014 d'un nouveau canton de Dourdan
Pour l'élection des députés, elle fait partie de la troisième circonscription de l'Essonne.

### Intercommunalité
La Forêt-le-Roi est membre de la communauté de communes Le Dourdannais en Hurepoix, un établissement public de coopération intercommunale (EPCI) à fiscalité propre créé fin 2005  et auquel la commune a transféré un certain nombre de ses compétences, dans les conditions déterminées par le code général des collectivités territoriales.

### Tendances politiques et résultats
Élections présidentielles, résultats des deuxièmes tours :
- Élection présidentielle de 2002 : 82,76 % pour Jacques Chirac (RPR), 17,24 % pour Jean-Marie Le Pen (FN), 83,16 % de participation[15].
- Élection présidentielle de 2007 : 55,05 % pour Nicolas Sarkozy (UMP), 44,95 % pour Ségolène Royal (PS), 85,39 % de participation[16].
- Élection présidentielle de 2012 : 53,17 % pour Nicolas Sarkozy (UMP), 46,83 % pour François Hollande (PS), 85,52 % de participation[17].
- Lors du premier tour de l'élection présidentielle de 2017, les quatre premiers candidats retenus par les électeurs de la commune sont Marine Le Pen (24,75 % des suffrages exprimés), Emmanuel Macron (20,46 %), 22,99 %),  Jean-Luc Mélenchon (18,48 %) et François Fillon (18,15 %).
Au second tour, le candidat élu Emmanuel Macron recueille 155 voix (61,02 %) et Marine Le Pen 99 voix (38,98 %), lors d'un scrutin où 20,32 % des électeurs se sont abstenus[18].
- Lors du premier tour de l'élection présidentielle de 2022, les quatre premiers candidats retenus par les électeurs de la commune sont Emmanuel Macron (28,16 % des suffrages exprimés), Marine Le Pen (26,27 %), Jean-Luc Mélenchon (17,41 %) et Éric Zemmour (9,18 %). Au second tour, le candidat élu Emmanuel Macron recueille 152 voix (51,70 %) et Marine Le Pen 142 voix (48,30 %=, lors d'un scrutin où 25,71 % des électeurs se sont abstenus[19].

Élections municipales

Le conseil municipal de La Forêt-le-Roi, commune de moins de 1 000 habitants, est élu au scrutin majoritaire plurinominal à deux tours avec listes ouvertes et panachage. Compte tenu de la population communale, le nombre de sièges à pourvoir lors des élections municipales de 2020 est de 15.

### Liste des maires
| Période                                  | Période                   | Identité                    | Étiquette | Qualité        |
| ---------------------------------------- | ------------------------- | --------------------------- | --------- | -------------- |
| Les données manquantes sont à compléter. |                           |                             |           |                |
| 1793                                     | 1794                      | M. Rouable                  |           |                |
| 1795                                     | 1800                      | Jacques Hector Nivet        |           |                |
| 1800                                     | 1800                      | M. Auberge                  |           |                |
| 1800                                     | 1808                      | Augustin Gangnebien         |           |                |
| 1808                                     | 1821                      | Charles Bellier de la Boire |           |                |
| 1821                                     | 1828                      | Henri Auberge               |           |                |
| 1828                                     | 1835                      | Charles Auberge             |           |                |
| 1835                                     | 1840                      | Jean Baptiste Gage          |           |                |
| 1840                                     | 1852                      | Charles Savoure             |           |                |
| 1852                                     | 1853                      | Louis François Paragot      |           |                |
| 1853                                     | 1855                      | Désiré Chedeville           |           |                |
| 1855                                     | 1874                      | Jules Félix Babault         |           |                |
| 1874                                     | 1892                      | Adolphe Blot                |           |                |
| 1892                                     | 1919                      | Désiré Caillet              |           |                |
| 1919                                     | 1925                      | Eugène Barbery              |           |                |
| 1925                                     | 1950                      | Charles Auberge             |           |                |
| 1950                                     | 1965                      | Eugène Girard               |           |                |
| 1965                                     | 1995                      | Pierre Auberge              |           |                |
| 1995                                     | 2008                      | Claude Bourdin              | MoDem     |                |
| 2008                                     | 2020                      | Marie-Ange Gangnebien       | SE        |                |
| mai 2020                                 | décembre 2022             | Sarah Lebret                |           | Démissionnaire |
| février 2023,                            | En cours (au 15 mai 2024) | Marie-Ange Gangnebien       | SE        |                |

## Équipements et services publics

### Enseignement
Les élèves de La Forêt-le-Roi sont rattachés à l'académie de Versailles.
La commune dispose sur son territoire d'une école maternelle publique.
En regroupement pédagogique avec Richarville, Boutervilliers & Boissy-le-Sec, la commune accueille les élèves de maternelle du regroupement.

## Population et société

### Démographie
Les habitants sont appelés les Forestains.

#### Évolution démographique
L'évolution du nombre d'habitants est connue à travers les recensements de la population effectués dans la commune depuis 1793. Pour les communes de moins de 10 000 habitants, une enquête de recensement portant sur toute la population est réalisée tous les cinq ans, les populations de référence des années intermédiaires étant quant à elles estimées par interpolation ou extrapolation. Pour la commune, le premier recensement exhaustif entrant dans le cadre du nouveau dispositif a été réalisé en 2006.

En 2022, la commune comptait 493 habitants, en évolution de −5,74 % par rapport à 2016 (Essonne : +2,89 %, France hors Mayotte : +2,11 %).
| 1793 | 1800 | 1806 | 1821 | 1831 | 1836 | 1841 | 1846 | 1851 |
| ---- | ---- | ---- | ---- | ---- | ---- | ---- | ---- | ---- |
| 359  | 404  | 405  | 383  | 376  | 353  | 336  | 356  | 342  |

| 1856 | 1861 | 1866 | 1872 | 1876 | 1881 | 1886 | 1891 | 1896 |
| ---- | ---- | ---- | ---- | ---- | ---- | ---- | ---- | ---- |
| 322  | 305  | 320  | 322  | 304  | 284  | 285  | 315  | 289  |

| 1901 | 1906 | 1911 | 1921 | 1926 | 1931 | 1936 | 1946 | 1954 |
| ---- | ---- | ---- | ---- | ---- | ---- | ---- | ---- | ---- |
| 308  | 283  | 277  | 206  | 225  | 223  | 202  | 204  | 213  |

| 1962 | 1968 | 1975 | 1982 | 1990 | 1999 | 2006 | 2011 | 2016 |
| ---- | ---- | ---- | ---- | ---- | ---- | ---- | ---- | ---- |
| 230  | 218  | 264  | 330  | 338  | 357  | 444  | 485  | 523  |

| 2021 | 2022 | - | - | - | - | - | - | - |
| ---- | ---- | - | - | - | - | - | - | - |
| 502  | 493  | - | - | - | - | - | - | - |

#### Pyramide des âges
En 2018, le taux de personnes d'un âge inférieur à 30 ans s'élève à 36,9 %, soit en dessous de la moyenne départementale (39,9 %). De même, le taux de personnes d'âge supérieur à 60 ans est de 19,2 % la même année, alors qu'il est de 20,1 % au niveau départemental.
En 2018, la commune comptait 262 hommes pour 259 femmes, soit un taux de 50,29 % d'hommes, légèrement supérieur au taux départemental (48,98 %).
Les pyramides des âges de la commune et du département s'établissent comme suit.
| Hommes | Classe d’âge | Femmes |
| ------ | ------------ | ------ |
| 0,8    | 90 ou +      | 0,4    |
| 4,3    | 75-89 ans    | 7,1    |
| 11,6   | 60-74 ans    | 14,2   |
| 26,7   | 45-59 ans    | 25,8   |
| 16,3   | 30-44 ans    | 19,1   |
| 18,5   | 15-29 ans    | 14,5   |
| 21,8   | 0-14 ans     | 19,0   |

| Hommes | Classe d’âge | Femmes |
| ------ | ------------ | ------ |
| 0,5    | 90 ou +      | 1,4    |
| 5,4    | 75-89 ans    | 7,2    |
| 12,9   | 60-74 ans    | 13,9   |
| 20     | 45-59 ans    | 19,4   |
| 19,9   | 30-44 ans    | 20,1   |
| 20     | 15-29 ans    | 18,2   |
| 21,3   | 0-14 ans     | 19,8   |

### Sports et loisirs
Pour les randonneurs, la commune est traversée par le sentier de grande randonnée de pays  GRP  du Hurepoix, qui relie la vallée de la Bièvre, à celle de l'Essonne, via l'Yvette, l'Orge, et la Juine.

### Cultes
La paroisse catholique de La Forêt-le-Roi est rattachée au secteur pastoral de Dourdan et au diocèse d'Évry-Corbeil-Essonnes. Elle dispose de l'église Saint-Nicolas.

### Médias
L'hebdomadaire Le Républicain relate les informations locales. La commune est en outre dans le bassin d'émission des chaînes de télévision France 3 Paris Île-de-France Centre, IDF1 et Téléssonne intégré à Télif.

## Économie

### Emplois, revenus et niveau de vie
En 2006, le revenu fiscal médian par ménage était de 19 484 €, ce qui plaçait la commune au 4 083e rang parmi les 30 687 communes de plus de cinquante ménages que compte le pays et au cent soixante-sixième rang départemental.
| Répartition des emplois par catégories socioprofessionnelles en 2006. |              |                                           |                                                   |                            |                          |                           |
|                                                                       | Agriculteurs | Artisans, commerçants, chefs d’entreprise | Cadres et professions intellectuelles supérieures | Professions intermédiaires | Employés                 | Ouvriers                  |
| La Forêt-le-Roi                                                       | -            | -                                         | -                                                 | -                          | -                        | -                         |
| Zone d'emploi de Dourdan                                              | 0,7 %        | 6,0 %                                     | 18,9 %                                            | 28,5 %                     | 26,3 %                   | 19,6 %                    |
| Moyenne nationale                                                     | 2,2 %        | 6,0 %                                     | 15,4 %                                            | 24,6 %                     | 28,7 %                   | 23,2 %                    |
| Répartition des emplois par secteurs d’activités en 2006.             |              |                                           |                                                   |                            |                          |                           |
|                                                                       | Agriculture  | Industrie                                 | Construction                                      | Commerce                   | Services aux entreprises | Services aux particuliers |
| La Forêt-le-Roi                                                       | -            | -                                         | -                                                 | -                          | -                        | -                         |
| Zone d'emploi de Dourdan                                              | 1,7 %        | 10,4 %                                    | 7,5 %                                             | 11,8 %                     | 21,6 %                   | 6,9 %                     |
| Moyenne nationale                                                     | 3,5 %        | 15,2 %                                    | 6,4 %                                             | 13,3 %                     | 13,3 %                   | 7,6 %                     |
| Sources : Insee,                                                      |              |                                           |                                                   |                            |                          |                           |

## Culture locale et patrimoine

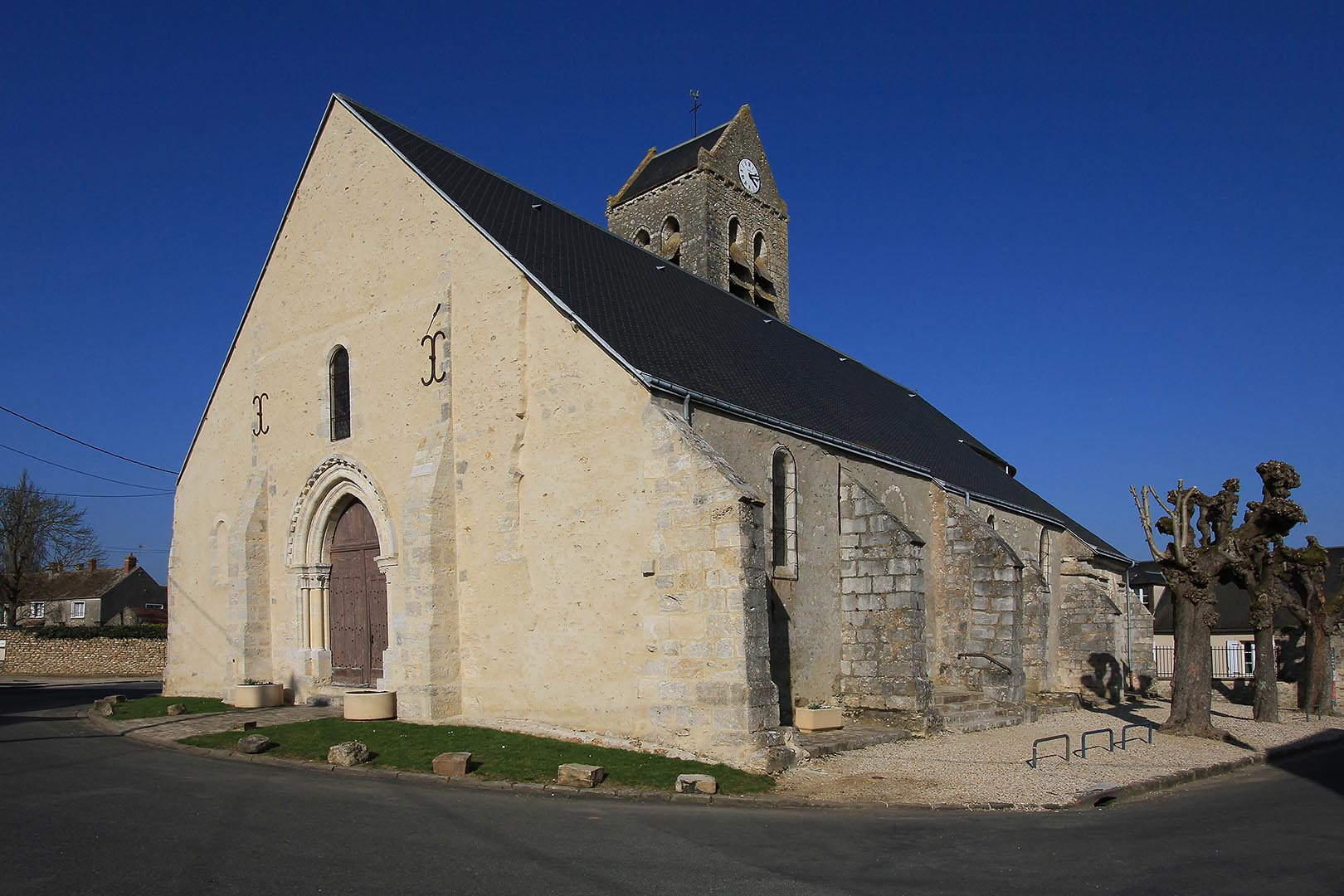
Église de La Forêt-le-Roi.

### Héraldique
| Blason de La Forêt-le-Roi | Blason  | Parti : au premier de sinople au chef d'or, au lion de gueules brochant, au second de gueules à l'épi de blé d'or en pal ; le tout sommé d'un chef d'azur semé de fleurs de lys d'or. |
| Blason de La Forêt-le-Roi | Détails | |